# Андрюшево
Андрю́шево (рос. Андрюшево, чув. Чăрăшкасси) — присілок у складі Ібресинського району Чувашії, Росія. Входить до складу Хормалинського сільського поселення.
Населення — 442 особи (2010; 475 у 2002).
Національний склад:
- чуваші — 99 %